# Гордиен, Форчун
Форчун Эверетт Гордиен (9 сентября 1922, Спокан, Вашингтон — 10 апреля 1990, Фонтана, Калифорния[…]) — американский метатель диска и толкатель ядра, установивший четыре мировых рекорда в метании диска. Обладатель бронзовой и серебряной медалей летних олимпиад в Лондоне и Мельбурне. Также принимал участие на летних играх в Хельсинки, где остановился в шаге от пьедестала. На Панамериканских играх 1955 года выиграл золотую медаль в метании диска и серебряную медаль в толкании ядра.
Гордиен выиграл 6 чемпионатов Ассоциации американских университетов и три чемпионата Национальной ассоциации студенческого спорта (NCAA). Согласно «Guinness Book of Track and Field: Facts and Feats», наименьшее количество человек, которое наблюдало за установлением мирового рекорда на каком-либо спортивном соревновании, составило 48 человек, и произошло это в Пасадине, Калифорния в 1953 году, где Гордиен установил свой последний мировой рекорд, продержавшийся 6 лет.
Гордиен учился в Миннесотском университете. Его тренер, Джим Келли, также вошел в тренерский штаб национальной команды на Олимпиаде 1956, где спортсмен завоевал серебряную медаль.
В 50-х годах, Гордиен снялся в нескольких эпизодических ролях на телевидении.
По окончании карьеры спортсмена, Гордиен занялся тренерской деятельностью в колледже Сан-Бернардино Вэлли.